# SOX3
SOX3 (англ. SRY-box 3) – білок, який кодується однойменним геном, розташованим у людей на X-хромосомі. Довжина поліпептидного ланцюга білка становить 446 амінокислот, а молекулярна маса — 45 210.
| 10         |  | 20         |  | 30         |  | 40         |  | 50         |
| ---------- |  | ---------- |  | ---------- |  | ---------- |  | ---------- |
| MRPVRENSSG |  | ARSPRVPADL |  | ARSILISLPF |  | PPDSLAHRPP |  | SSAPTESQGL |
| FTVAAPAPGA |  | PSPPATLAHL |  | LPAPAMYSLL |  | ETELKNPVGT |  | PTQAAGTGGP |
| AAPGGAGKSS |  | ANAAGGANSG |  | GGSSGGASGG |  | GGGTDQDRVK |  | RPMNAFMVWS |
| RGQRRKMALE |  | NPKMHNSEIS |  | KRLGADWKLL |  | TDAEKRPFID |  | EAKRLRAVHM |
| KEYPDYKYRP |  | RRKTKTLLKK |  | DKYSLPSGLL |  | PPGAAAAAAA |  | AAAAAAAASS |
| PVGVGQRLDT |  | YTHVNGWANG |  | AYSLVQEQLG |  | YAQPPSMSSP |  | PPPPALPPMH |
| RYDMAGLQYS |  | PMMPPGAQSY |  | MNVAAAAAAA |  | SGYGGMAPSA |  | TAAAAAAYGQ |
| QPATAAAAAA |  | AAAAMSLGPM |  | GSVVKSEPSS |  | PPPAIASHSQ |  | RACLGDLRDM |
| ISMYLPPGGD |  | AADAASPLPG |  | GRLHGVHQHY |  | QGAGTAVNGT |  | VPLTHI     |

A: Аланін

C: Цистеїн

D: Аспарагінова кислота

E: Глутамінова кислота

F: Фенілаланін

G: Гліцин

H: Гістидин

I: Ізолейцин

K: Лізин

L: Лейцин

M: Метіонін

N: Аспарагін

P: Пролін

Q: Глутамін

R: Аргінін

S: Серин

T: Треонін

V: Валін

W: Триптофан

Кодований геном білок за функцією належить до білків розвитку. 
Задіяний у таких біологічних процесах, як транскрипція, регуляція транскрипції. 
Білок має сайт для зв'язування з ДНК. 
Локалізований у ядрі.